# Говард, Элизабет, графиня Банбери
Элизабет Говард (англ. Elizabeth Howard; 1586 — 17 апреля 1658) — английская аристократка, дочь Томаса Говарда, 1-го графа Саффолка. В первом браке была женой Уильяма Ноллиса, 1-го графа Банбери, во втором — женой Эдуарда Вокса, 4-го барона Вокса из Херроудена. Современники считали, что Вокс был её любовником во время первого замужества и настоящим отцом обоих сыновей, родившихся при жизни Ноллиса.

## Биография
Элизабет Говард родилась в 1586 году в семье Томаса Говарда, 1-го графа Саффолка, и его второй жены Кэтрин Найветт. Она стала вторым ребёнком из одиннадцати и старшей дочерью. Граф Саффолк, принадлежавший к одному из самых знатных родов Англии, много времени проводил при дворе. Элизабет тоже рано погрузилась в придворную жизнь. Известно, что 8 января 1604 года в Гемптон-Корте она участвовала в спектакле «Видение двенадцати богинь», где играла роль Тефиды; 6 января 1605 года была Глицитой, «облаком, полным дождя», в «Маске темноты», а 5 января 1606 года — одной из восьми способностей Юноны в спектакле «Гименей» по пьесе, написанной Беном Джонсоном для свадьбы её сестры Фрэнсис и Роберта Деверё, 3-го графа Эссекса.
В 1605 году велись переговоры о браке Элизабет с Эдуардом Воксом, 4-м бароном Воксом из Херроудена. Они были прерваны, так как Воксов заподозрили в причастности к Пороховому заговору, и вскоре после этого Элизабет стала женой Уильяма Ноллиса, 1-го барона Ноллиса (23 декабря 1605). Муж был на 40 лет старше её. В 1616 году он получил титул виконта Уоллингфорда, в 1627 — титул графа Банбери, и при дворе говорили, что первым из этих титулов он обязан усилиям супруги (та не хотела уступать Элизабет Пьерпон, жене Томаса Эрскина, виконта Фентона).
Элизабет родила дочь, умершую до 1610 года, и двух сыновей — Эдуарда (1627) и Николаса (1631). Современники были уверены, что она состоит в любовной связи с Эдуардом Воксом и что именно он — настоящий отец детей. Граф Банбери не упомянул сыновей в завещании, а спустя всего несколько недель после его смерти (25 мая 1632) вдова вышла за Вокса, всё ещё остававшегося холостяком. Права юных Ноллисов обсуждались в суде. В 1641 году было постановлено, что Эдуард Ноллис должен унаследовать титулы и владения Уильяма. В 1645 году он погиб, наследником стал Николас, но права последнего были оспорены сразу после восстановления Палаты лордов в 1660 году.
На момент второго замужества Элизабет было около 46 лет. В последующие годы она вела тихую семейную жизнь и умерла 17 апреля 1658 года. Её похоронили в Доркинге (Суррей). Спустя три года там же был погребён и Эдуард Вокс.